# یواس‌اس تاد (ای‌کی‌ای-۷۱)
یواس‌اس تاد (ای‌کی‌ای-۷۱) (به انگلیسی: USS Todd (AKA-71)) یک کشتی بود که طول آن ۴۵۹ فوت ۲ اینچ (۱۳۹٫۹۵ متر) بود. این کشتی در سال ۱۹۴۴ ساخته شد و پهنای آن ۱۹ متر می باشد.